# Palaeomerycidae
Die Palaeomerycidae stellen eine ausgestorbene Familie der Paarhufer dar. Sie waren im Unteren und Mittleren Miozän vor rund 22 bis 10 Millionen Jahren ausschließlich in Eurasien verbreitet, wo sie ein zwar typisches, aber rares Faunenelement bilden. Die einzelnen Vertreter besaßen ein an die Hirsche erinnerndes Aussehen. Markantes Kennzeichen waren ihre Stirnwaffen, die aus einem Paar an Hornzapfen oberhalb der Augen bestanden, zusätzlich kam ein einzelnes, variabel gestaltetes Horn am Hinterhaupt vor. Die Tiere lebten in Wäldern und ernährten sich von weicher Pflanzenkost. Wissenschaftlich benannt wurden die Palaeomerycidae im Jahr 1883. Im Laufe der Forschungsgeschichte diente die Gruppe zumeist als Auffangbecken für mehrere andere Formen der frühen Stirnwaffenträger. Des Weiteren wurde eine Debatte über ihr genaueres Verwandtschaftsverhältnis geführt, das je nach Auffassung zwischen dem Umfeld der Hirsche oder dem der Giraffenartigen schwankte. Heute werden sie aufgrund der Struktur der vorderen Hornzapfen letzteren zugesprochen.

## Merkmale

Kopfrekonstruktion von Xenokeryx mit dem für die Palaeomerycidae charakteristischen vorderen Paar Hornzapfen und dem einzelnen Hinterhauptshorn

Es handelt sich bei den Vertretern der Palaeomerycidae um im Habitus kleine bis mittelgroße hirschartige Tiere. Auffälligstes und definierendes Merkmal bilden ihre Stirnwaffen, die den Hornzapfen der heutigen Giraffenartigen (Giraffidae) ähnelten und vermutlich wie bei diesen mit Haut überzogen waren. Ein paarig angelegtes Horn erhob sich jeweils über der Orbita und formte zumeist ein stangenartiges Gebilde, während ein einzelnes Horn im Bereich des Hinterhauptes bestand und häufig verzweigt war. Die Ausprägung eines hinteren Horns führte zu einer Umgestaltung des Hinterhauptsbeines, das länger ausgezogen war und einen seitlich ausgedehnteren Hinterhauptskamm aufwies. Das vordere Hornpaar hatte vergleichbar den Hornzapfen der Giraffenartigen seinen Ursprung in der Haut und verwuchs erst im fortgeschrittenen Individualalter mit dem Schädel, was an einer feinen Knochennaht zwischen dem Horn und den Schädelknochen erkennbar ist. Weiterhin auffällig ist das Auftreten einer Tränensackgrube (Fossa lacrimalis), wie es auch für heutige Hirsche (Cervidae) typisch ist. Daneben gibt es noch mehrere diagnostische Merkmale, die das Gebiss betreffen. Hierzu zählen ein teilweise ausgebildeter unterer erster Prämolar, ein schwach entwickelter Metaconus (ein Haupthöcker) auf dem letzten oberen Prämolaren und die sogenannte „Palaeomeryx-Falte“, eine kurze Schmelzleiste auf den unteren Molaren, die vom Protoconid (ebenfalls ein Haupthöcker) zur wangenseitigen Zahnkante verlief. Generell waren die hinteren Zähne nieder- bis moderat hochkronig (brachyodont bis mesodont), wobei dann bei den Formen mit höherkronigen Zähnen die typische „Palaeomeryx-Falte“ weitgehend fehlt. Bei männlichen Tieren kam zusätzlich noch ein säbelartiger oberer Eckzahn vor. Des Weiteren waren die Gliedmaßen lang gestaltet, im Vergleich zu zahlreichen schnellläufigen Paarhufern aber deutlich robuster. In der Regel waren die hinteren Beine länger als die vorderen. Die Hauptachse der Vorder- und Hinterfüße verlief durch den dritten und vierten Zehenstrahl, die beide vollständig miteinander verwachsen waren. Dies zeigt sich auch am Mittelfußknochen an der dort auftretenden Längsspalte, die am unteren Ende geschlossen war. In diesem Merkmal entsprechen die Palaeomerycidae den Hirschen und weichen von den Giraffenartigen und den Hornträgern (Bovidae) mit ihren nach unten offenen Längsspalten ab. Am Vorderfuß traten bei einigen Formen noch seitliche Zehenstrahlen auf. Am Hals fehlten Verlängerungen der Wirbel, wie sie typisch für die Giraffen sind.

## Verbreitung
Die Palaeomerycidae waren einst ausschließlich in Eurasien verbreitet. Dort bilden sie ein typisches, wenn auch eher seltenes Element im Fossilbericht. Ein größerer Teil an Fossilfundstellen mit Resten der Gruppe verteilt sich über Mittel-, West- und Südeuropa. Funde sind unter anderem aus dem Molassegebiet im südlichen Deutschland, der Slowakei und aus Frankreich bekannt. Ein größerer Verbreitungsschwerpunkt findet sich auf der Iberischen Halbinsel. Weitere Fossilreste stammen zusätzlich aus Nord- und Ostasien.

## Paläobiologie
Basierend auf den Skelett- und Zahnmerkmalen lebten die Palaeomerycidae wohl hauptsächlich in dichten subtropischen bis temperierten Wäldern, die mit Mooren durchsetzt waren. Eventuell hielten sie sich teilweise im Wasser auf, wie es von den heutigen Elchen bekannt ist. Die Nahrung dürfte aus weichen Blättern und aus Wasserpflanzen bestanden haben (browsing). Die Ernährungsweise kann nicht nur aus der Struktur der Zähne geschlossen werden kann, sondern lässt sich auch über Isotopenanalysen untermauern. Diese weisen die Tiere als Unterholz-Laubfresser aus, die außerdem ihren benötigten Wasserbedarf über die Blattnahrung deckten.

## Systematik
Die Palaeomerycidae sind eine ausgestorbenen Familie innerhalb der Ordnung der Paarhufer (Artiodactyla). Ihr auffallendstes Kennzeichen bilden die knöchernen Hörner am Schädel, die aus einem Paar konischer Auswüchse über den Augen und einer dritten, am Hinterhaupt gelegenen und teils gegabelten Struktur bestanden. Vermutlich waren die Hörner mit Haut überwachsen, ähnlich den Hornzapfen der Giraffenartigen (Giraffidae). Die Ausbildung der Hörner verweist die Palaeomerycidae eindeutig in die Gruppe der Stirnwaffenträger (Pecora), welche stammesgeschichtlich entwickelte Formen der Paarhufer wie die Giraffenartigen, Moschustiere (Moschidae), Hirsche (Cerrvidae), Gabelböcke (Antilocapridae) und Hornträger (Bovidae) einschließen. Die genaue systematische Stellung der Palaeomerycidae ist aber wissenschaftlich nicht eindeutig. Teilweise wird ihnen ein nahes Verwandtschaftsverhältnis mit den Hirschen zugesprochen, wobei sie dann mit letzteren in der Überfamilie der Cervoidea eingeschlossen sind. Andere Autoren ordnen die Palaeomerycidae in ein näheres Beziehungsumfeld zu den Giraffenartigen ein. Letztere Konstellation befürworten neuere Untersuchungen. Hierbei bilden die Palaeomerycidae eine basale Gruppe innerhalb des übergeordneten Taxons der Giraffomorpha. Hinweise hierfür finden sich in den konischen vorderen Hörnern und in einigen speziellen Schädelmerkmalen wie der Form des Processus retroarticularis des Schläfenbeins und dessen Kontakt mit dem Äußeren Gehörgang. Darüber hinaus sind das Kahn- und Würfelbein des Fußes typisch für entwickelte Paarhufer miteinander verwachsen, auf ihrer Unterfläche besteht aber eine auffällige Leiste, die auch bei den heutigen Giraffenartigen und ihren ausgestorbenen Verwandten vorkommt. Als weniger inklusives Merkmal wird die unten geschlossene Längsspalte des Mittelfußknochen bewertet, was so bei den Palaeomerycidae und den Hirschen vorkommt. Bei den Giraffenartigen und zahlreichen anderen Paarhufern ist diese nach unten aber offen. Es handelt sich hier eher um ein plastisches Charakteristikum, das möglicherweise mit einer deutlich schnelleren Fortbewegungsweise im Zusammenhang steht. Innerhalb der Giraffomorpha werden einige urtümliche und teils hornlose Formen aus dem Unteren Miozän von Afrika und Eurasien, etwa Propalaeoryx, Sardomeryx sowie Bedenameryx, als Schwestergruppe der Palaeomerycidae angesehen. Gemeinsam formen sie ein höherrangiges Taxon namens Palaeomerycoidea. Dadurch kann der Ursprung giraffenartiger Tiere bis in einen Zeitraum von vor 25 Millionen Jahren zurückverfolgt werden. Allerdings wiederum andere Wissenschaftler sehen die Palaeomerycidae in einer eher basalen Stellung innerhalb der Stirnwaffenträger.
Die Palaeomerycidae wurden ursprünglich in mehrere Unterfamilien unterteilt. Von diesen waren die eigentlichen Palaeomerycinae in Eurasien, die Dromomerycinae, Aletomerycinae und Craniomerycinae hingegen in Nordamerika verbreitet. Die drei letzten Gruppen werden heute als Familie der Dromomerycidae in die Nähe der Hirsche gestellt. Sie unterscheiden sich durch die Struktur der vorderen und hinteren Hörner von den Palaeomerycidae. Das hintere Horn ist bei den nordamerikanischen Formen nicht bei allen Vertretern ausgeprägt, außerdem verursachte es aufgrund seiner einfacheren Ausbildung weniger umfangreiche Veränderungen am Hinterhauptsbein. Dadurch gelten gegenwärtig nur die eurasischen Gattungen als zur Familie der Palaeomerycidae gehörig, einige exklusiv afrikanische Formen wie Prolibytherium oder Climacoceras, die einst zu diesen gezählt wurden, werden heute als weitaus enger mit den Giraffenartigen verwandt eingestuft (Giraffoidea). Innerhalb der eurasischen Palaeomerycidae lassen sich anhand phylogenetischer Untersuchungen zwei voneinander getrennte Kladen unterscheiden. Die eine, die sogenannte Ampelomeryx-Klade, schließt Vertreter mit abgeflachten, nicht pneumatisierten vorderen Hörnern und einem allgemein brettartig flachen, zweigeteilten hinteren Horn ein, das steil aufstieg und mehr oder weniger gerundet endete. Die Triceromeryx-Klade wiederum vereint Formen, die durch im Querschnitt gerundete und mit Luftkammern gefüllte vordere Hörner und ein variantenreich gestaltetes hinteres, T- oder Y-förmiges Horn charakterisiert sind. Weitere Unterschiede sind im Zahnbau vorhanden. Bei der Ampelomeryx-Klade ist beispielsweise die „Palaeomeryx-Falte“ an den unteren Molaren gut ausgeprägt, bei der Triceromeryx-Klade dagegen undeutlich oder fehlt ganz.
Die Familie der Palaeomerycidae gliedert sich folgendermaßen:
- Familie: Palaeomerycidae Lydekker, 1883

- Ampelomeryx Duranthon, Moyà-Solà, Astibia & Köhler, 1995
- Germanomeryx Rössner, 2010
- Palaeomeryx von Meyer, 1834
- Sinomeryx Duranthon, Moyà-Solà, Astibia & Köhler, 1995
- Tauromeryx Astibia, Morales & Moyà-Solà, 1998
- Triceromeryx Villalta, Crusafont & Lavocat, 1946
- Xenokeryx Sánchez, Cantalapiedra, Ríos, Quiralte & Morales, 2015

Die Gattung Sinomeryx wurde teilweise auch als Untergattung von Palaeomeryx geführt. Dahingegen sieht eine Revision der Palaeomerycidae durch Israel M. Sánchez und Kollegen aus dem Jahr 2015 sowohl Sinomeryx als auch Germanomeryx als synonym zu Ampelomeryx an.

## Forschungsgeschichte

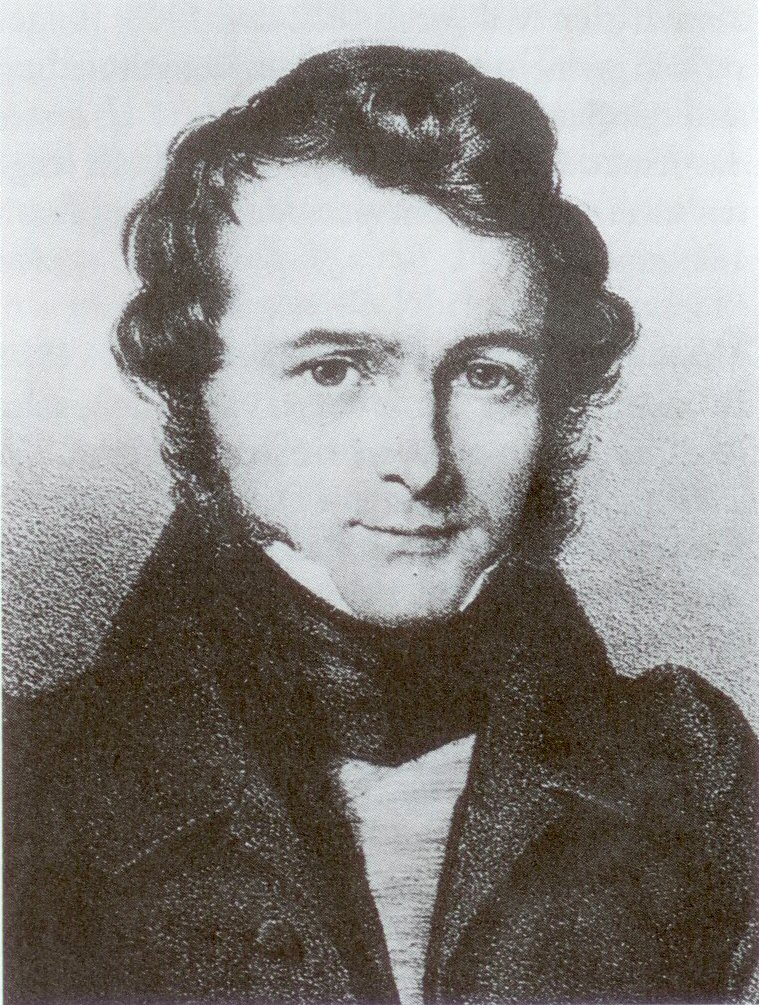
Hermann von Meyer

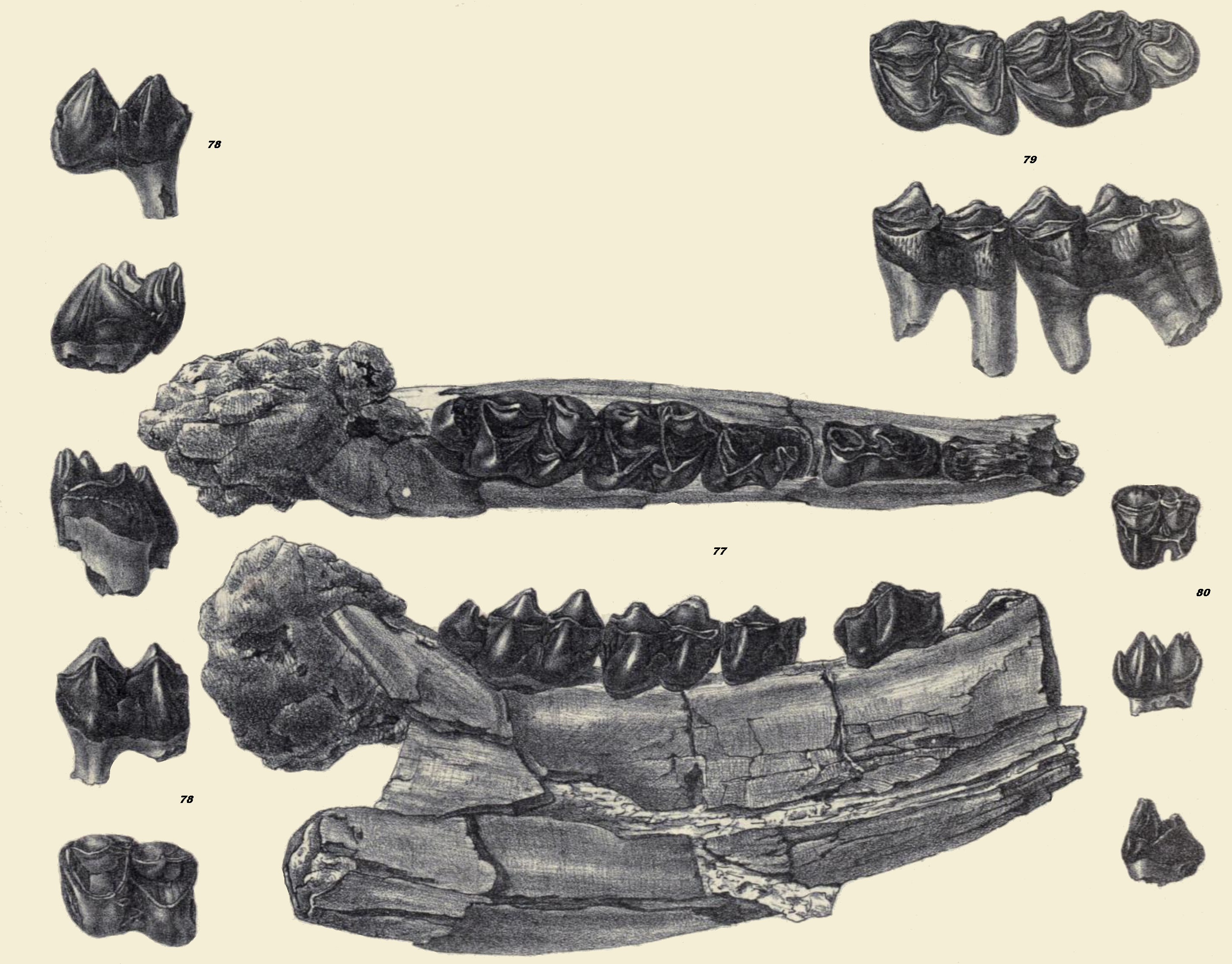
Typusmaterial von Palaeomeryx

Im Jahr 1834 beschrieb der deutsche Naturforscher Hermann von Meyer die Gattung Palaeomeryx anhand von Zähnen und Kieferresten aus dem fränkischen Georgensgmünd. Er schätzte die Form anhand der Gebissmerkmale als verschieden von den damals bekannten Wiederkäuern ein. Rund ein halbes Jahrhundert später, im Jahr 1883, benannte Richard Lydekker die Familie der Palaeomerycidae. Er fing in ihr nicht nur Palaeomeryx, sondern auch das von ihm neu benannte Propalaeomeryx auf. Lydekker meinte in der von ihm neu aufgestellten Gruppe ein Verbindungsglied zwischen den Hirschen und den Giraffen erkannt zu haben.
In der nachfolgenden Zeit dienten die Palaeomerycidae als Auffangbecken für zahlreiche weitere, mehr oder weniger näher miteinander verwandte Gattungen. Darunter fallen Formen wie Lagomeryx, das eigentlich zu den frühen Hirschen gehört, oder Blastomeryx, ein früher Stirnwaffenträger, sowie Climacocerus, welches in der näheren Ahnenreihe der Giraffenartigen steht. Mehrere Wissenschaftler bescheinigten den Palaeomerycidae in diesem Zuge wahlweise eher giraffoide oder cervoide Eigenschaften. Letzterer Meinung vertrat unter anderem George Gaylord Simpson im Jahr 1945 in seiner generellen Taxonomie der Säugetiere, erstere unter anderem Rubert Arthur Stirton ein Jahr zuvor in einem Aufsatz zur Phylogenie der Palaeomerycidae. Hierbei erweiterte Stirton die Palaeomerycidae, indem er zusätzlich die Dromomerycidae als Unterfamilie integrierte. Diese, eine vornehmlich nordamerikanische Gruppe von Stirnwaffenträgern, wurden ursprünglich ebenfalls mit einem variierenden Verwandtschaftsverhältnis bedacht, das von den Hirschen bis zu den Gabelböcken reichte. Stirtons komplexe Ansichten zu dem Thema spiegeln sich in seiner Auffassung wider, die Dromomerycinae könnten der Vorfahrenlinie der Gabelböcke angehören, die Palaeomerycinae hingegen der der Giraffen, eine Meinung, die teilweise noch zu Beginn des 21. Jahrhunderts referiert wurde.
Die Dromomerycidae wurden nachfolgend von zahlreichen Fachautoren wieder ausgegliedert und den Hirschen zugesprochen. Einen entscheidenden Hinweis zu einer näheren Verwandtschaft der eigentlichen Palaeomerycidae mit den Giraffenartigen erbrachten dann Léonard Ginsburg und Émilie Heintz im Jahr 1966. Beide beschrieben in einem Aufsatz die Ähnlichkeit der Stirnwaffen von Palaeomeryx mit den Hornzapfen der Giraffen und erörterten ihren dermalen Ursprung. Bestätigen ließ sich dies später auch durch Schädelfunde aus China, deren Hornzapfen an der Basis eine feine Sutur zur Verbindung mit den Schädelknochen aufwiesen. Vor allem in den 1980er Jahren versuchten Christine M. Janis und Kathleen M. Scott eine erneute systematische Gliederung der Wiederkäuer, sie schlossen wiederum die Dromomerycidae in die Palaeomerycidae ein und verschoben die gesamte Gruppe zu den Hirschen. Grundlage hierfür bildeten mehrere typische Zahnmerkmale. Der Ansicht folgten auch Donald R. Prothero und Matthew R. Liter im Jahr 2007, doch wies unter anderem Gertrud E. Rössner im Jahr 2010 darauf hin, dass die angebrachten Zahncharakteristika eher plastischer Natur sind und auch bei anderen Paarhufern auftreten. Andere Autoren sehen daher die definierenden Merkmale der Palaeomerycidae in der Ausprägung eines Hinterhauptshornes und den Hornzapfen über den Augen. In späteren phylogenetische Analysen seit den 2010er Jahren wird die Gruppe mit wenigen Ausnahmen zumeist dem Umfeld der Giraffenartigen zugesprochen.

## Stammesgeschichte

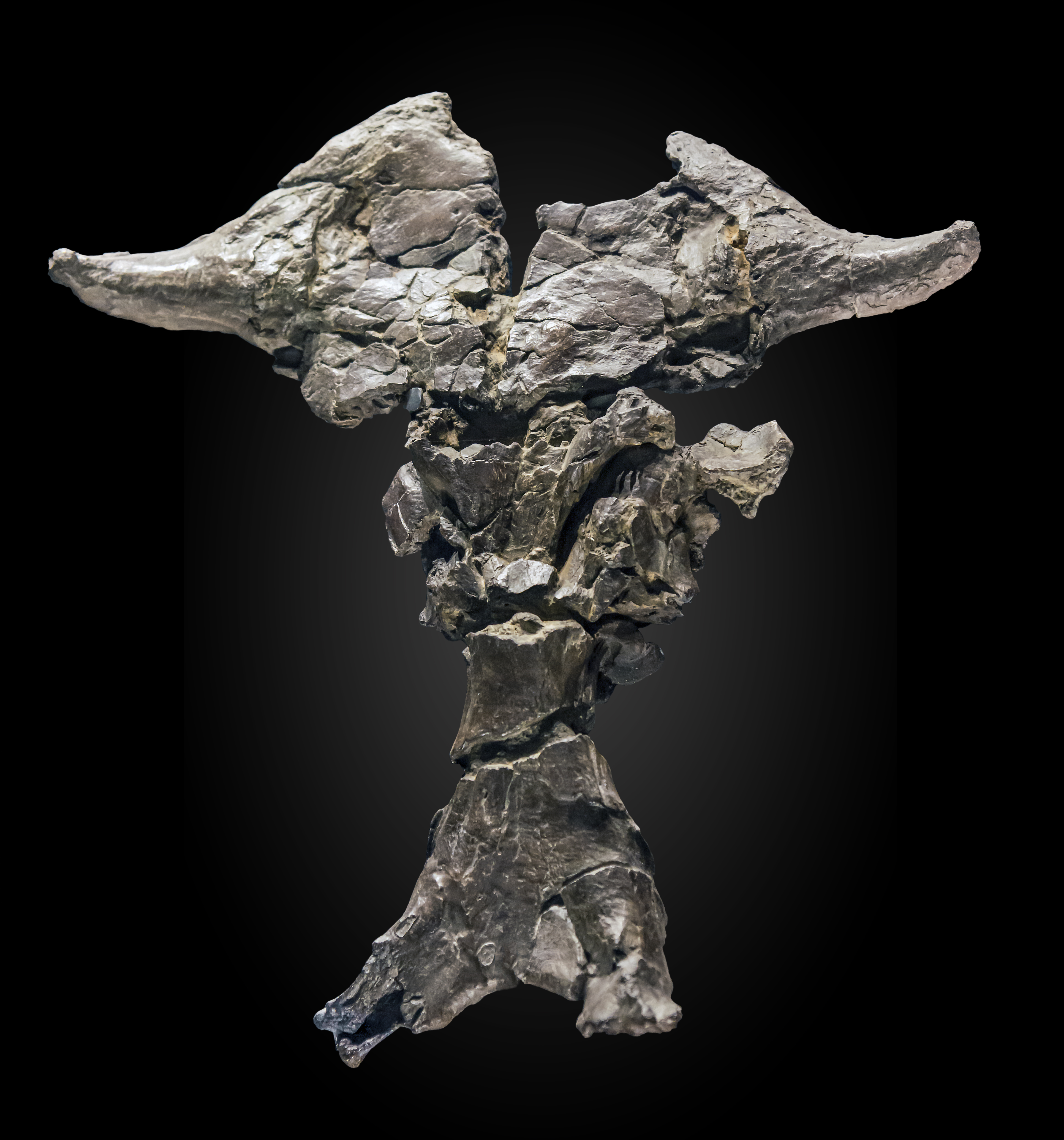
Schädel von Ampelomeryx

Stirnwaffen von Xenokeryx

Die Palaeomerycidae traten erstmals im Unteren Miozän in Erscheinung, sind aber lediglich aus Eurasien bekannt. Zu ihren frühesten Nachweisen gehört die namensgebende Form, die Gattung Palaeomeryx. Sie ist neben dem Typusmaterial aus Georgensgmünd in Franken unter anderem auch aus Öhningen im südlichen Deutschland und aus Sansan in Frankreich überliefert. Das überwiegende Fundmaterial besteht aus Zähnen sowie Unterkieferresten und datiert in den Zeitraum von vor 20 bis 14 Millionen Jahren, wodurch die Gattung relativ beständig war. Der Schädel liegt bisher weitgehend nur fragmentarisch vor, so dass über das genaue Aussehen des hinteren Horns nur wenige Aussagen getätigt werden können. Ein stark fragmentierter Unterkiefer von der Insel Olchon im Baikalsee verweist darauf, dass Palaeomeryx offensichtlich bis in das nördliche Asien vorgedrungen ist. Ebenfalls sehr früh trat Ampelomeryx in Erscheinung. Von dieser Form wurden mehr als ein Dutzend Schädel und weiteres zugehöriges Skelettmaterial dokumentiert. Es entstammt im Wesentlichen zwei Fundstellen, Els Casots in Katalonien und Montréal in der französischen Region Okzitanien. Typisch für die Form war ein deutlich zweigeteiltes Hinterhauptshorn, das eine etwas abgeflachte Gestalt aufwies, während die Hornzapfen über den Augen eher dreieckig im Querschnitt waren. Als bisher einziger Fundpunkt in Ostasien erbrachte das Shanwang-Becken in der chinesischen Provinz Shandong Fossilreste der Palaeomerycidae. Das aus der Shanwang-Formation geborgene Material ist rund 18 Millionen Jahre alt und setzt sich aus mehreren Skeletten sowie Schädeln zusammen. Erstere sind weitgehend vollständig, aber fragil erhalten. Ursprünglich wurden die Reste Palaeomeryx zugewiesen, später aber zu Sinomeryx verschoben. Am Schädel waren sowohl die vorderen Hornzapfen als auch das hintere Horn ausgebildet. Das hintere Horn zeigte sich nicht gegabelt, vielmehr war es seitlich verschmälert und in Längsrichtung scheibenförmig verdickt.
Im ausgehenden Unteren Miozän ist zusätzlich Triceromeryx nachweisbar. Funde wurden bei Sabadell im nordöstlichen Spanien entdeckt. Im Gegensatz zu Ampelomeryx war das hintere Horn weniger deutlich gegabelt. Gleichzeitig lässt sich auch Tauromeryx im Gebiet des Ebro im nördlichen Spanien belegen. In mehreren Aspekten ähnelte die Form Triceromeryx, sie besaß aber abweichend im Querschnitt eher rundliche vordere Hornzapfen. Das ebenfalls überlieferte Skelettmaterial verweist auf relativ robuste Tiere. Germanomeryx war ein vergleichsweise großer Vertreter. Belegt ist er unter anderem über einen Teilschädel und mehrere Unterkieferteile aus der für den mitteleuropäischen Raum bedeutende Lokalität Sandelzhausen. Dort gehören die Reste zur Faunengemeinschaft der Oberen Süßwassermolasse und datieren biostratigraphisch in den Übergang vom Unteren zum Mittleren Miozän. Die Gattung Xenokeryx zeichnete sich durch ein T-förmiges hinteres Horn aus. Das bisher vorliegende Fundmaterial schließt Teile des Schädels und des Körperskelettes ein, ist jedoch stark fragmentiert. Es wurde bei La Retama im zentral-östlichen Spanien geborgen und weist ein mittelmiozänes Alter auf.